# Sonderrain bei Bad Wildungen
Sonderrain bei Bad Wildungen este o arie protejată (arie specială de conservare — SAC, sit de importanță comunitară — SCI) din Germania întinsă pe o suprafață de 4,4 ha, integral pe uscat.

## Localizare
Centrul sitului Sonderrain bei Bad Wildungen este situat la coordonatele 51°06′14″N 9°07′00″E / 51.1039°N 9.1167°E.

## Înființare
Situl Sonderrain bei Bad Wildungen a fost declarat sit de importanță comunitară în aprilie 1999 pentru a proteja un număr necunoscut de specii din flora spontană și fauna sălbatică aflate în arealul zonei. Situl a fost protejat și ca arie specială de conservare în martie 2008.

## Biodiversitate
Situată în ecoregiunea continentală, aria protejată conține 5 habitate naturale: Pante stâncoase silicioase cu vegetație casmofită, Roci stâncoase cu vegetație pionieră de Sedo-Scleranthion sau Sedo albi-Veronicion dillenii, Păduri de fag Luzulo-Fagetum, Păduri de stejar sau de stejar și carpen sub-atlantice și medio-europene de Carpinion betuli, Păduri pe pante, grohotișuri și ravene de Tilio-Acerion.
La baza desemnării sitului se află un număr nedeclarat de specii protejate.
Pe lângă speciile protejate, pe teritoriul sitului au mai fost identificate 19 specii de plante, 2 specii de mamifere, 1 specie de reptile.